# Olympische Sommerspiele 2004/Teilnehmer (Mikronesien)
| Gelbes Symbol für Goldmedaillen mit stilisierten Olympischen Ringen | Graues Symbol für Silbermedaillen mit stilisierten Olympischen Ringen | Braundes Symbol für Bronzemedaillen mit stilisierten Olympischen Ringen |
| ------------------------------------------------------------------- | --------------------------------------------------------------------- | ----------------------------------------------------------------------- |
| —                                                                   | —                                                                     | —                                                                       |

Die Föderierten Staaten von Mikronesien nahmen an den Olympischen Sommerspielen 2004 in Athen, Griechenland, mit einer Delegation von fünf Sportlern (drei Männer und zwei Frauen) teil.

## Teilnehmer nach Sportarten

### Gewichtheben
- Manuel Minginfel
Federgewicht: 10. Platz

### Leichtathletik
- John Howard
100 Meter: Vorläufe

- Evangeleen Ikelap
Frauen, 100 Meter: Vorläufe

### Schwimmen
- Anderson Bonabart
50 Meter Freistil: 68. Platz

- Tracy Ann Route
Frauen, 50 Meter Freistil: 65. Platz